# Сигізмунд Тальберг
Сигізмунд Тальберг (нім. Sigismund Thalberg; 7 січня 1812, Женева, Швейцарія — 27 квітня 1871, Позілліпо, поблизу Неаполя, Італія) — австрійський композитор і піаніст-віртуоз.

## Біографія
Навчався у Відні. Учень В. Гуммеля (фортепіано) і С. Зехтера (композиція). У 14 років почав публічно виступати, а в 1830 році здійснив концертне турне по Німеччині.
Пізніше концертував у багатьох головних містах Європи.
Як піаніст, відзначався блискучою технікою. В епоху Шопена і Ліста виступи Тальберга були не меншою сенсацією, відбувалося справжнє змагання цих великих віртуозів. При змаганні Тальберга з Лістом в сезон 1836-1837 років більшість симпатій припало Тальбергу.
Відвідав Німеччину, Англію, Бельгію, Голландію, Росію, Францію. У 1855—1856 роках — Бразилію та Північну Америку.
У Петербурзі Тальберг змушений був повторити фантазії на тему опери Дж. Россіні «Мойсей» тричі; він отримав чималий гонорар від продажу двох тисяч примірників її в перший же день виходу з друку. Ця ж Фантазія зробила сенсацію в Лондоні, і Тальберг отримав концертний ангажемент з оплатою в 12 тисяч франків на місяць.
У Брюсселі публіка засипала музиканта квітами, а австрійський двір влаштував йому блискучий прийом. Після виконання «Мойсея» у Голландії король нагородив Тальберга орденом і діамантовою табакеркою. Франція нагородила його орденом Почесного легіону.
В Англії він створив фантазію на теми «God save the King» і «Rule Britannia», в Росії — «Дві російські пісні з варіаціями».
У 1864 році припинив свою концертну діяльність. Останні роки життя мешкав у Неаполі.

## Вибрані твори
Сигізмунд Тальберг написав велику кількість віртуозних фортепіанних п'єс. Більшість творів написано в салонному стилі.
Писав переважно для фортепіано: фантазії, варіації на різні теми, невеликі п'єси. Тальбергу належить певна кількість оригінальних творів, зокрема:
- Концерт фа мінор ор. 5,
- 2 ноктюрни ор. 16,
- 3 ноктюрни ор. 31,
- 12 етюдів ор. 26,
- Andante.

Більшість п'єс Тальберга — транскрипції і фантазії на оперні, симфонічні теми. Свою першу оперну фантазію «Евріанта» Тальберг написав 1832 року. Оперні фантазії Тальберга є вищим досягненням салонної культури.
Автор праці «Мистецтво співу, застосоване до фортепіано» ор. 70 — зібрання транскрипцій творів старих і сучасних йому майстрів.